# Palacio Legislativo de Salta

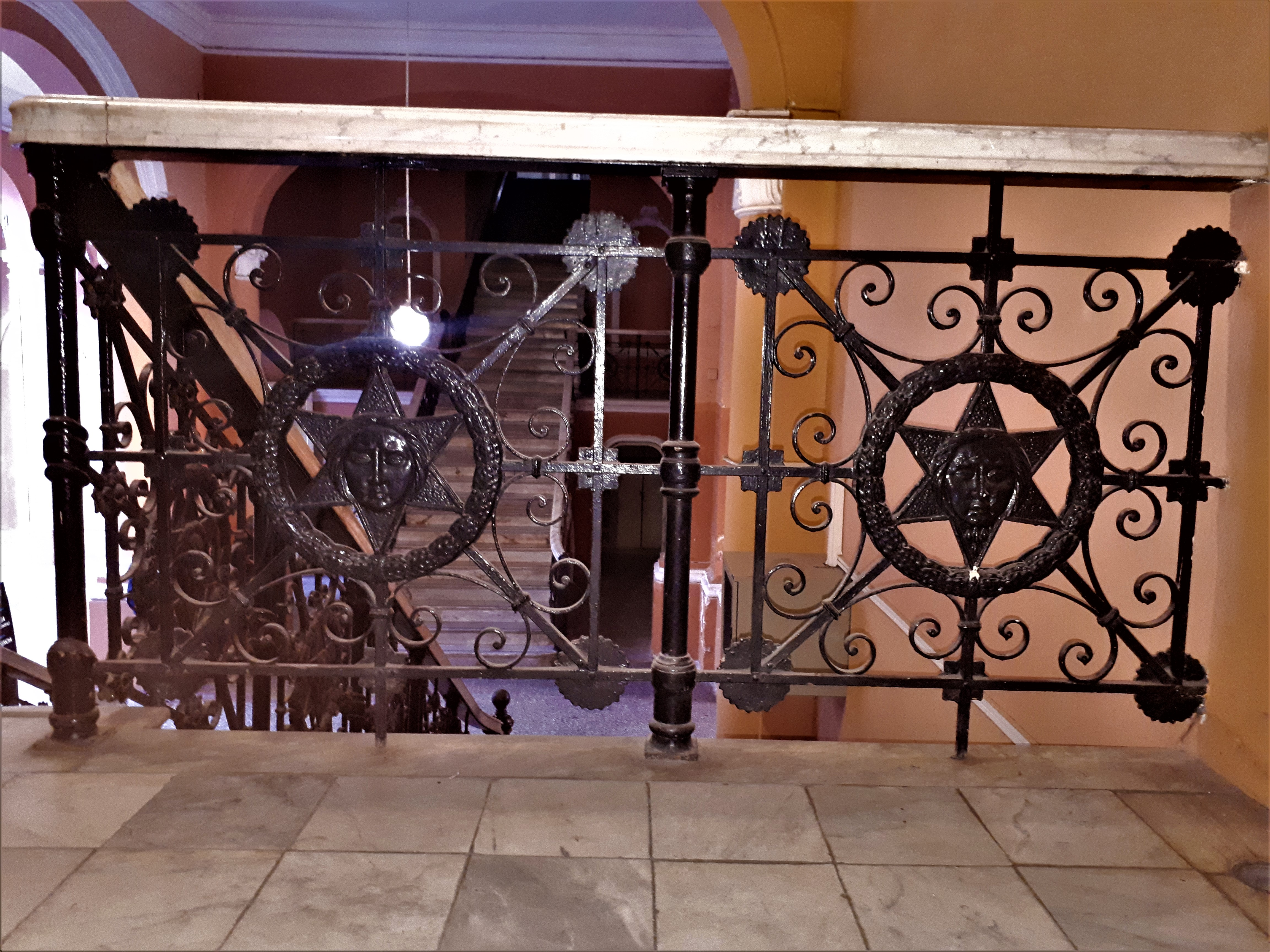
Interior del palacio legislativo de Salta capital, se aprecia el escudo de Salta, un trabajo en hierro realizado por Gassani y Botelli

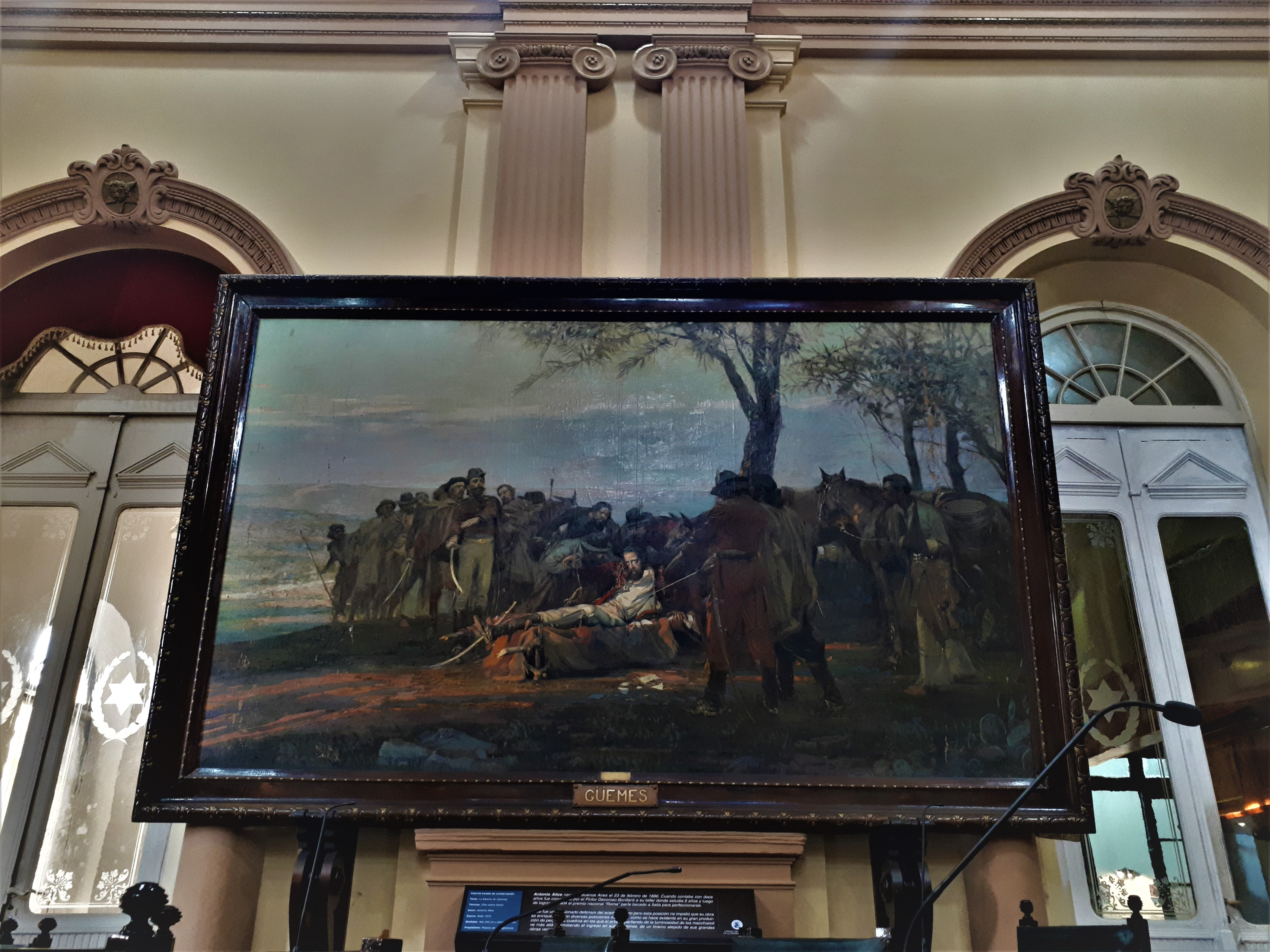
Pintura que representa la muerte de Güemes.

El Palacio Legislativo de Salta, también conocido como Casa de los Leones, es la sede del Poder Legislativo de la provincia de Salta, donde se encuentran las cámaras de diputados y senadores provinciales. Está justo al frente a la Plaza Güemes, a 400 m de la plaza central de la ciudad de Salta.
El edificio es de un estilo academicista italianizante. Su construcción comenzó en 1892 y se extendió hasta 1902.
La denominación de Casa de los Leones se debe a que en la entrada principal hay dos gárgolas que, al igual que las esculturas de bronce de la Plaza 9 de Julio, fueron traídas desde Francia. Dentro del palacio legislativo también funcionan oficinas y la Biblioteca de la Legislatura, que contiene más de veinte mil ejemplares de libros y gran cantidad de archivos.

## Historia
El edificio se proyectó durante la gobernación de Martín Gabriel Güemes en 1889 para que remplazara como Congreso Provincial al Cabildo de Salta, que había sido vendido a particulares. La construcción se financió inicialmente con las ganancias de la venta del cabildo y con un préstamo de 30 000 m$n del Gobierno Nacional.
Los planos fueron realizados por el departamento topográfico, que se encontraba presidido por Miguel Aráoz.
 La construcción comenzó bajo la dirección del arquitecto suizo-italiano Francisco Righetti, quien había dirigido también las construcciones de la Iglesia de San Francisco y de la Iglesia de la Viña. En 1891, Joaquín Guasch, miembro del departamento topográfico, confeccionó las divisiones interiores. El contrato de Righetti fue cancelado en 1893, y el gobierno de Pedro José Frías contrató a Vicente Arquetti en su reemplazo.
Para enero de 1900, los fondos iniciales se habían agotado. En febrero del mismo año, fallecía sin herederos la aristócrata salteña Juliana Castillo de Caballero, con cuyas donaciones pudo continuarse con la construcción. El 5 de abril de 1900, se aceptaron los planos que habían formulado los arquitectos Miguel Aráoz y Francisco Righetti. En 1902, durante el gobierno de Ángel Zerda, se finalizó la construcción del Palacio Legislativo bajo la dirección del entonces jefe del departamento topográfico Fernando Solá. Los trabajos de madera fueron realizados por Palermo Hnos. y los de hierro por las metalúrgicas Gassani y Botelli.

## El edificio
Las molduras del edificio están pintadas de blanco y la pared de anaranjado pastel. En la fachada del edificio, sobre cada uno de los tres arcos de los balcones principales, hay frisios que representan a la ciencia, el trabajo y la justicia. En el emblema de la justicia, curiosamente, la mujer no está vendada y la balanza adyacente a ésta se encuentra inclinada hacia un costado. Algunos historiadores explican que esto se debe a las ideologías anarquistas que tenían los obreros de la obra.
Adelante de las escaleras de la entrada, hay dos gárgolas de metal; de ahí viene el apodo de Casa de los Leones. Las esculturas de leones, alados o no, en todo el edificio suman un total de 22. Además de las dos ya mencionadas, seis de ellas se aprecian enfrentadas al Norte y otras seis al Sur dentro del palacio. Las restantes decoran la fachada general del edificio. A los costados de cada puerta y ventana hay pilares prísmicos y cilíndricos. La terraza se encuentra rodeada por una recova superior que ronda el metro de altura. El escudo de Salta es un elemento que se puede ver continuamente en las molduras, como así también representaciones de flores y de rostros humanos. Cuenta con veintiocho ventanas en la planta baja y con treinta y tres en el primer piso, donde además hay doce balcones, de los cuales nueve son del mismo tamaño.

## Galería

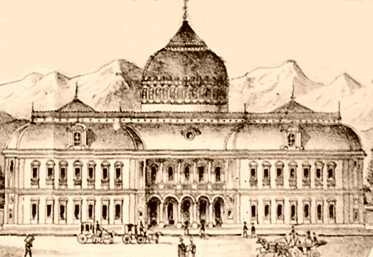
Diseño preliminar del palacio (1889).
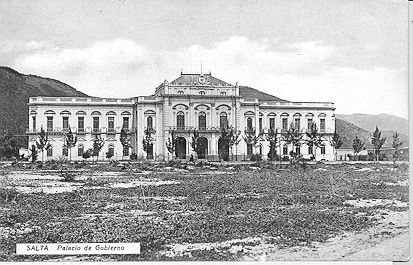
Una de las primeras fotografías del edificio de las que se tiene constancia.
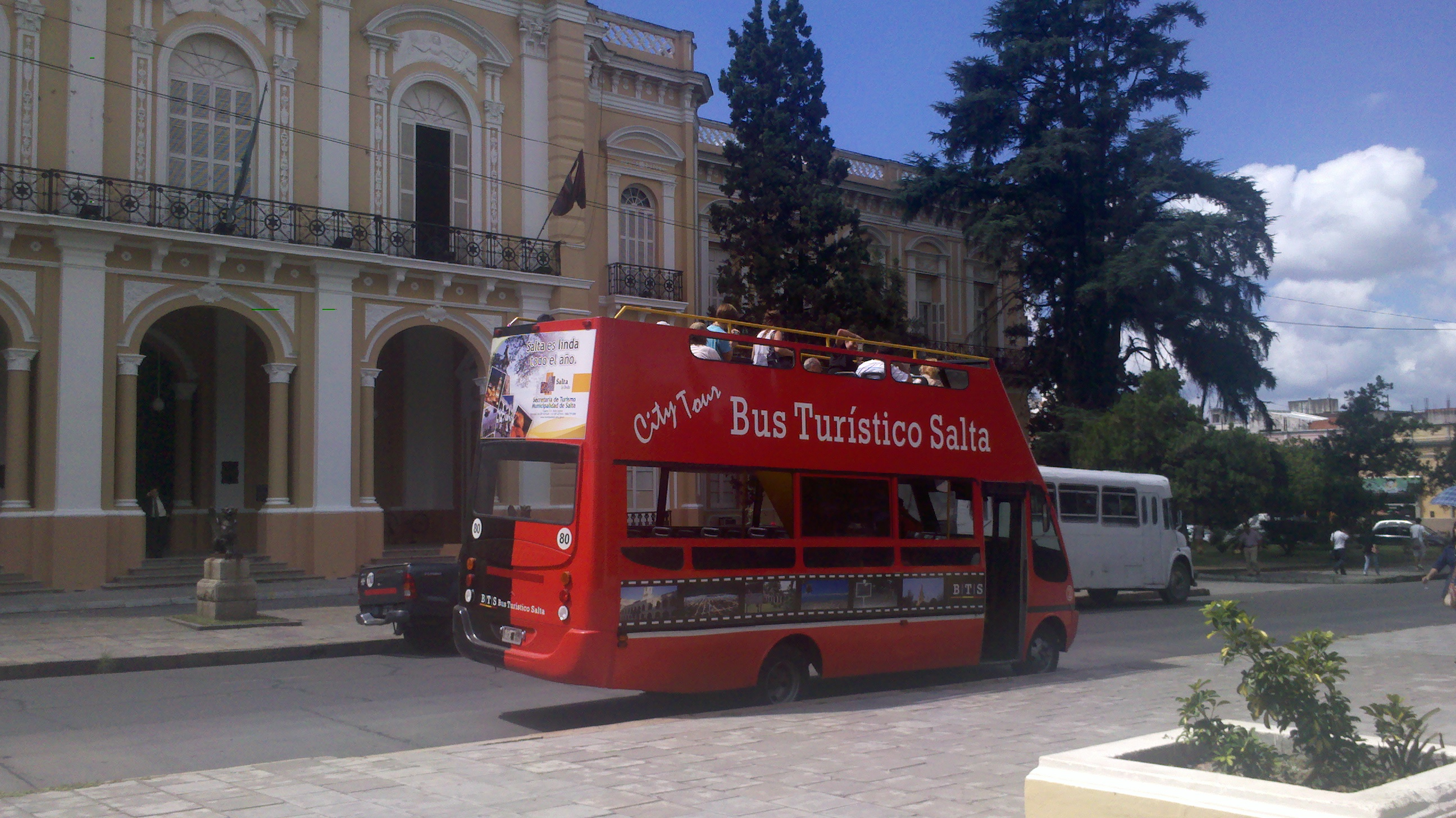
Vista de la entrada principal con proyección a la parte sur.
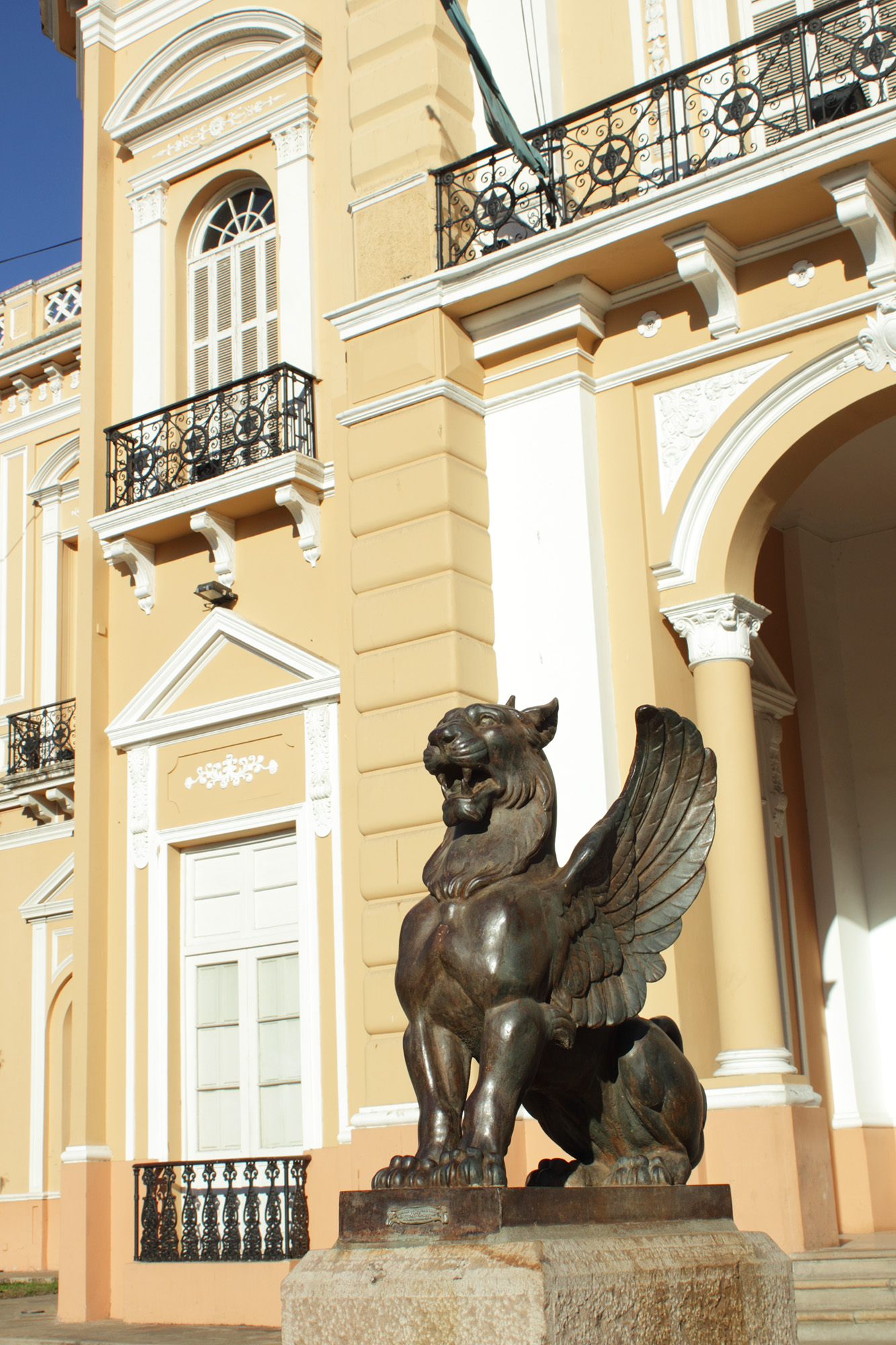
Una de las dos quimeras o gárgolas ubicadas en la entrada principal.